# 호세 에체가라이
호세 에체가라이 이 에이사기레(José Echegaray y Eizaguirre, 1832년 4월 19일 ~ 1916년 9월 14일)는 스페인의 토목 기술자, 수학자, 정치인이자 19세기 후반 스페인을 대표하는 극작가이다.
그는 1904년에 프랑스의 시인 프레데리크 미스트랄과 함께 노벨 문학상을 수상했으며 스페인인으로는 처음으로 노벨상을 수상했다. 그의 대표 작품으로 《광인인가 성인인가 (O locura o santidad)》, 《위대한 갈레오토 (El Gran Galeoto)》가 있다.
마드리드에 위치한 에체가라이 가는 그의 이름을 따서 붙여진 곳이며 이 곳은 플라멩코 술집으로도 유명하다.

## 생애
에체가라이는 1832년 스페인의 수도 마드리드에서 태어났다. 의사이자 학교 교사였던 아버지 밑에서 비교적 유복한 어린 시절을 보낸 그는 어렸을 때부터 수학에 재능이 있었다. 14세에 고등학교에서 토목공학을 전공하였고, 마드리드 콤플루텐세 대학 졸업 후에 토목공학 엔지니어로 일했다. 1854년부터는 대학에서 토목공학과 수학을 가르치는 일을 맡았으며, 이 때 기하학, 수학, 물리학과 관련된 여러 편의 논문을 발표하였다. 1868년부터는 공무원이 되어 행정 경험을 쌓았고, 1874년 재경부 장관을 맡았다. 에체가라이는 이공계와 인문계 모두에서 탁월한 능력을 지녀 수학과 공학을 가르치는 교수이면서도 장관을 지낸 공무원이기도 했다. 그는 40세가 넘어 작품활동을 시작했지만 60여 편의 희곡작품을 남기는 등 19세기 후반 스페인을 대표하는 극작가가 되었다.

## 작품 세계
- 1874년 수표장
- 1875년 지난 밤, 칼 손잡이
- 1877년 미치광이 또는 성자
- 1879년 죽음의 한복판에서
- 1879년 비극의 결혼식
- 1891년 위대한 갈레오토
- 1891년 결말 없는 희극, 마리아나
- 1892년 돈 후안의 아들
- 1895년 상처
- 1896년 길들여지지 않은 사랑
- 1900년 미치광이 신

## 참고
1. ↑  호세 에체가라이 이 에이사기레, 네이버 캐스트, 2012년 5월 15일